# Liste der Monuments historiques im 10. Arrondissement (Paris)
Die Liste der Monuments historiques im 10. Arrondissement (Paris) führt die Monuments historiques im 10. Arrondissement der französischen Hauptstadt Paris auf.

## Liste der Bauwerke
| Bezeichnung                                                | Beschreibung                        | Standort                                                                             | Kennzeichnung | Schutzstatus   | Datum     | Bild           |
| ---------------------------------------------------------- | ----------------------------------- | ------------------------------------------------------------------------------------ | ------------- | -------------- | --------- | -------------- |
| Metzgerei                                                  |                                     | 2, rue Perdonnet 24, rue Cail (Lage)                                                 | PA00086482    | Inscrit        | 1984      |                |
| Canal Saint-Martin                                         |                                     | (Lage)                                                                               | PA00125440    | Inscrit        | 1993      |                |
| Ehemaliges Couvent des Récollets                           |                                     | 8, rue des Récollets (Lage)                                                          | PA00086485    | Inscrit        | 1974      |                |
| À l’enseigne du lion d’or                                  |                                     | 19, rue Jean-Poulmarch (Lage)                                                        | PA00086486    | Inscrit        | 1984      |                |
| Ehemalige Bar                                              |                                     | 80, rue du Faubourg Poissonnière (Lage)                                              | PA00086487    | Inscrit        | 1984      |                |
| Métroeingang von Hector Guimard der Station Château d’Eau  |                                     | 49-51, Boulevard de Strasbourg (Lage)                                                | PA00086508    | Inscrit        | 2016      | weitere Bilder |
| Métroeingang von Hector Guimard der Station Colonel Fabien |                                     | Place du Colonel-Fabien (Lage)                                                       | PA00086509    | Inscrit        | 2016      |                |
| Métroeingang von Hector Guimard der Station Gare du Nord   |                                     | 2, boulevard de Denain 129, rue La Fayette (Lage)                                    | PA00086510    | Inscrit        | 2016      |                |
| Métroeingang von Hector Guimard der Station Gare du Nord   |                                     | 9, boulevard de Denain (Lage)                                                        | PA00086510    | Inscrit        | 2016      |                |
| Métroeingang von Hector Guimard der Station Gare du Nord   |                                     | 12, boulevard de Denain (Lage)                                                       | PA00086510    | Inscrit        | 2016      |                |
| Métroeingang von Hector Guimard der Station Louis Blanc    |                                     | 221, rue La Fayette 223, rue du Faubourg-Saint-Martin (Lage)                         | PA00086511    | Inscrit        | 2016      |                |
| Métroeingang von Hector Guimard der Station République     |                                     | Place de la République Boulevard de Magenta (Lage)                                   | PA00086550    | Inscrit        | 2016      |                |
| Saint-Laurent                                              |                                     | 68, boulevard de Strasbourg (Lage)                                                   | PA00086488    | Classé         | 1945      |                |
| Saint-Vincent-de-Paul                                      |                                     | Place Franz-Liszt (Lage)                                                             | PA00086489    | Inscrit        | 1944      |                |
| Theater Eldorado                                           |                                     | 4, boulevard de Strasbourg (Lage)                                                    | PA00086483    | Inscrit        | 1981      |                |
| Fontaine Saint-Laurent                                     |                                     | Square Saint-Laurent (Lage)                                                          | PA00086490    | Inscrit        | 1970      |                |
| Gare de l’Est                                              |                                     | Place du 11-Novembre-1918 (Lage)                                                     | PA00086491    | Inscrit        | 1984      |                |
| Gare du Nord                                               |                                     | 112, rue de Maubeuge (Lage)                                                          | PA00086492    | Inscrit        | 1975      |                |
| Hôpital Lariboisière                                       | Kapelle, Galerien, Fassaden, Dächer | 2, rue Ambroise Paré (Lage)                                                          | PA00086493    | Inscrit Classé | 1975 2019 |                |
| Hôpital Saint-Louis                                        |                                     | 40-42, rue Bichat 12, rue de la Grange-aux-Belles (Lage)                             | PA00086494    | Classé         | 1937      |                |
| Hôtel Botterel de Quintin                                  |                                     | 44, rue des Petites-Écuries (Lage)                                                   | PA00086502    | Inscrit        | 1993      |                |
| Hôtel Bourrienne                                           |                                     | 58, rue d’Hauteville (Lage)                                                          | PA00086495    | Classé         | 1927      |                |
| Hôtel Chéret                                               |                                     | 30, rue du Faubourg Poissonnière (Lage)                                              | PA00086496    | Inscrit        | 1927      |                |
| Hôtel Gouthière                                            |                                     | 6, rue Pierre Bullet (Lage)                                                          | PA00086497    | Inscrit        | 1927      |                |
| Hôtel Leblanc-Barbedienne                                  |                                     | 63, rue de Lancry (Lage)                                                             | PA00086498    | Inscrit        | 1975      |                |
| Hôtel Bertin                                               |                                     | 26, rue d’Hauteville (Lage)                                                          | PA00086501    | Inscrit        | 2001      |                |
| Hôtel de Raguse oder Hôtel de Marmont                      |                                     | 51, rue de Paradis (Lage)                                                            | PA00086507    | Inscrit        | 1927      |                |
| Hôtel de Rosambo                                           |                                     | 62-64, rue René-Boulanger (Lage)                                                     | PA00086499    | Inscrit        | 1962      |                |
| Hôtel de Sechtré                                           |                                     | 66, rue René-Boulanger (Lage)                                                        | PA00086500    | Inscrit        | 1962      |                |
| Hôtel Titon                                                |                                     | 58, rue du Faubourg Poissonnière (Lage)                                              | PA00086505    | Inscrit        | 2007      |                |
| Gebäude                                                    |                                     | 14, rue d’Abbeville (Lage)                                                           | PA00086503    | Inscrit        | 1986      |                |
| Gebäude                                                    |                                     | 99, rue du Faubourg-Saint-Denis (Lage)                                               | PA00086518    | Inscrit        | 1992      |                |
| Gebäude                                                    |                                     | 101, rue du Faubourg-Saint-Denis (Lage)                                              | PA00086519    | Inscrit        | 1992      |                |
| Gebäude                                                    |                                     | 103, rue du Faubourg-Saint-Denis (Lage)                                              | PA00086520    | Inscrit        | 1992      |                |
| Gebäude                                                    |                                     | 105, rue du Faubourg-Saint-Denis (Lage)                                              | PA00086521    | Inscrit        | 1992      |                |
| Gebäude                                                    |                                     | 234, rue du Faubourg-Saint-Martin (Lage)                                             | PA75100009    | Inscrit        | 2011      |                |
| Gebäude                                                    |                                     | 1, place Franz-Liszt 91, rue d’Hauteville (Lage)                                     | PA75100001    | Inscrit        | 1998      |                |
| Gebäude                                                    |                                     | 2, place Franz-Liszt 100, rue d’Hauteville (Lage)                                    | PA75100002    | Inscrit        | 1998      |                |
| Gebäude                                                    |                                     | 3, place Franz-Liszt 108, rue La Fayette (Lage)                                      | PA75100003    | Inscrit        | 1998      |                |
| Gebäude                                                    |                                     | 4, place Franz-Liszt 29, rue des Petits-Hôtels (Lage)                                | PA75100004    | Inscrit        | 1998      |                |
| Gebäude                                                    |                                     | 5, place Franz-Liszt 107, rue La Fayette (Lage)                                      | PA75100005    | Inscrit        | 1998      |                |
| Gebäude                                                    |                                     | 7, place Franz-Liszt 1 rue d’Abbeville (Lage)                                        | PA75100006    | Inscrit        | 1998      |                |
| Le Louxor                                                  | Kino                                | 170, boulevard de Magenta Boulevard de la Chapelle (Lage)                            | PA00086484    | Inscrit        | 1981      |                |
| Anciens magasins de vente des faïenceries de Choisy-le-Roi |                                     | 18, rue de Paradis (Lage)                                                            | PA00086504    | Inscrit        | 1981      |                |
| Haus                                                       |                                     | 29, rue de Paradis (Lage)                                                            | PA00086506    | Inscrit        | 1927      |                |
| Palais du Commerce                                         |                                     | 105, rue du Faubourg-du-Temple (Lage)                                                | PA00132988    | Inscrit        | 1994      |                |
| Passage Brady                                              | Einkaufspassage                     | 33-33bis, Boulevard de Strasbourg 46, rue du Faubourg-Saint-Denis (Lage)             | PA75100007    | Inscrit        | 2002      |                |
| Porte Saint-Denis                                          | Triumphbogen                        | Rue du Faubourg-Saint-Denis Boulevard de Bonne-Nouvelle Boulevard Saint-Denis (Lage) | PA00086512    | Classé         | 1862      |                |
| Porte Saint-Martin                                         | Triumphbogen                        | Rue du Faubourg-Saint-Martin Boulevard Saint-Denis Boulevard Saint-Martin (Lage)     | PA00086513    | Classé         | 1862      |                |
| Ehemaliges Gefängnis Saint-Lazare                          |                                     | 107, rue du Faubourg-Saint-Denis 1-5, square Alban-Satragne (Lage)                   | PA75100008    | Inscrit        | 2005      |                |
| Réservoir de l’hôpital Saint-Louis                         |                                     | 7, rue Juliette-Dodu (Lage)                                                          | PA75200003    | Classé         | 2006      |                |
| Brasserie Julien                                           | Restaurant                          | 16, rue du Faubourg-Saint-Denis (Lage)                                               | PA00086515    | Classé         | 1997      |                |
| Sous-station Temple                                        |                                     | 36, rue Jacques-Louvel-Tessier (Lage)                                                | PA00086523    | Inscrit        | 1992      |                |
| Théâtre Antoine                                            | Theater                             | 14, boulevard de Strasbourg (Lage)                                                   | PA00086514    | Inscrit        | 1989      |                |
| Théâtre de la Porte Saint-Martin                           | Theater                             | 16, boulevard Saint-Martin (Lage)                                                    | PA00086517    | Inscrit        | 1992      |                |
| Théâtre de la Renaissance                                  | Theater                             | 20, boulevard Saint-Martin (Lage)                                                    | PA00086516    | Classé         | 1994      |                |
| Théâtre des Bouffes du Nord                                | Theater                             | 37bis, Boulevard de la Chapelle (Lage)                                               | PA00125439    | Inscrit        | 1993      |                |
| Théâtre du Gymnase Marie Bell                              | Theater                             | 38, boulevard de Bonne-Nouvelle (Lage)                                               | PA00133010    | Inscrit        | 1994      |                |
| Usine électrique                                           |                                     | 132-134, quai de Jemmapes (Lage)                                                     | PA00086522    | Inscrit        | 1992      |                |

## Liste der Objekte
- Monuments historiques (Objekte) in Paris in der Base Palissy des französischen Kultusministeriums